# Lysolécithine acylmutase
 (signalé en mai 2025).
Si vous disposez d'ouvrages ou d'articles de référence ou si vous connaissez des sites web de qualité traitant du thème abordé ici, merci de compléter l'article en donnant les références utiles à sa vérifiabilité et en les liant à la section « Notes et références ».
- Archive Wikiwix
- Bing
- Cairn
- DuckDuckGo
- E. Universalis
- Gallica
- Google
- G. Books
- G. News
- G. Scholar
- Persée
- Qwant
- (zh) Baidu
- (ru) Yandex
- (wd) trouver des œuvres sur Wikidata

La lysolécithine acylmutase est une isomérase qui catalyse l'interconversion des lysophosphatidylcholines :
|                           | {\displaystyle \rightleftharpoons } |                           |
| 2-Lysophosphatidylcholine |                                     | 1-Lysophosphatidylcholine |
Ces deux isomères sont en équilibre chimique au pH physiologique mais leur interconversion est très lente à pH faible, là où cette enzyme intervient. Elle a été découverte chez Penicillium notatum.